# Albertus (Anstecknadel)

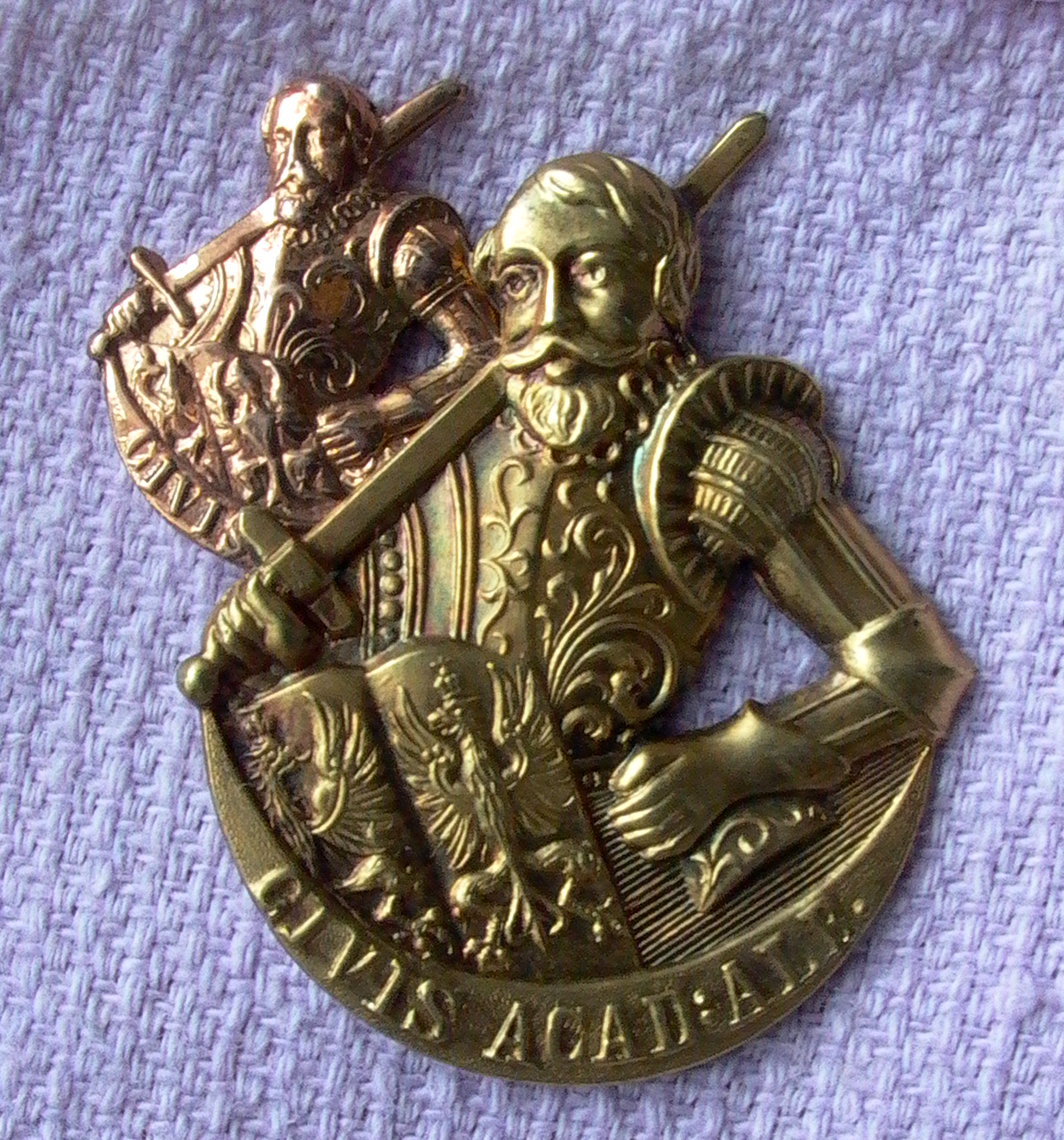
Albertusnadeln

Ein Albertus ist eine Anstecknadel, die seit Anfang des 19. Jahrhunderts von Studenten der Albertus-Universität Königsberg und später auch von ostpreußischen Abiturienten getragen wurde. Die Anstecknadeln kamen 1801 auf und wurden von Studenten als Bestandteil des Couleurs an der Studentenmütze und von Abiturienten am Revers getragen.

## Gestaltung

Siegel der Albertina

Der Albertus geht zurück auf ein steinernes Reliefporträt von Herzog Albrecht an der Außenmauer des Königsberger Collegium Albertinum. Er zeigt das Bildnis des Gründers der Hochschule, Herzog Albrecht, im Brustbild, barhäuptig, im Harnisch und mit dem blanken Schwert, das dem Symbol seiner herrscherlichen Macht, über der Schulter. Das Schwert ist erhalten geblieben und wird in einem Museum Wiesbadens aufbewahrt.
Die Inschrift CIVIS ACAD. ALB. steht für Akademischer Bürger der Albertina.

## Geschichtliche Entwicklung

### Abzeichen der Königsberger Studenten

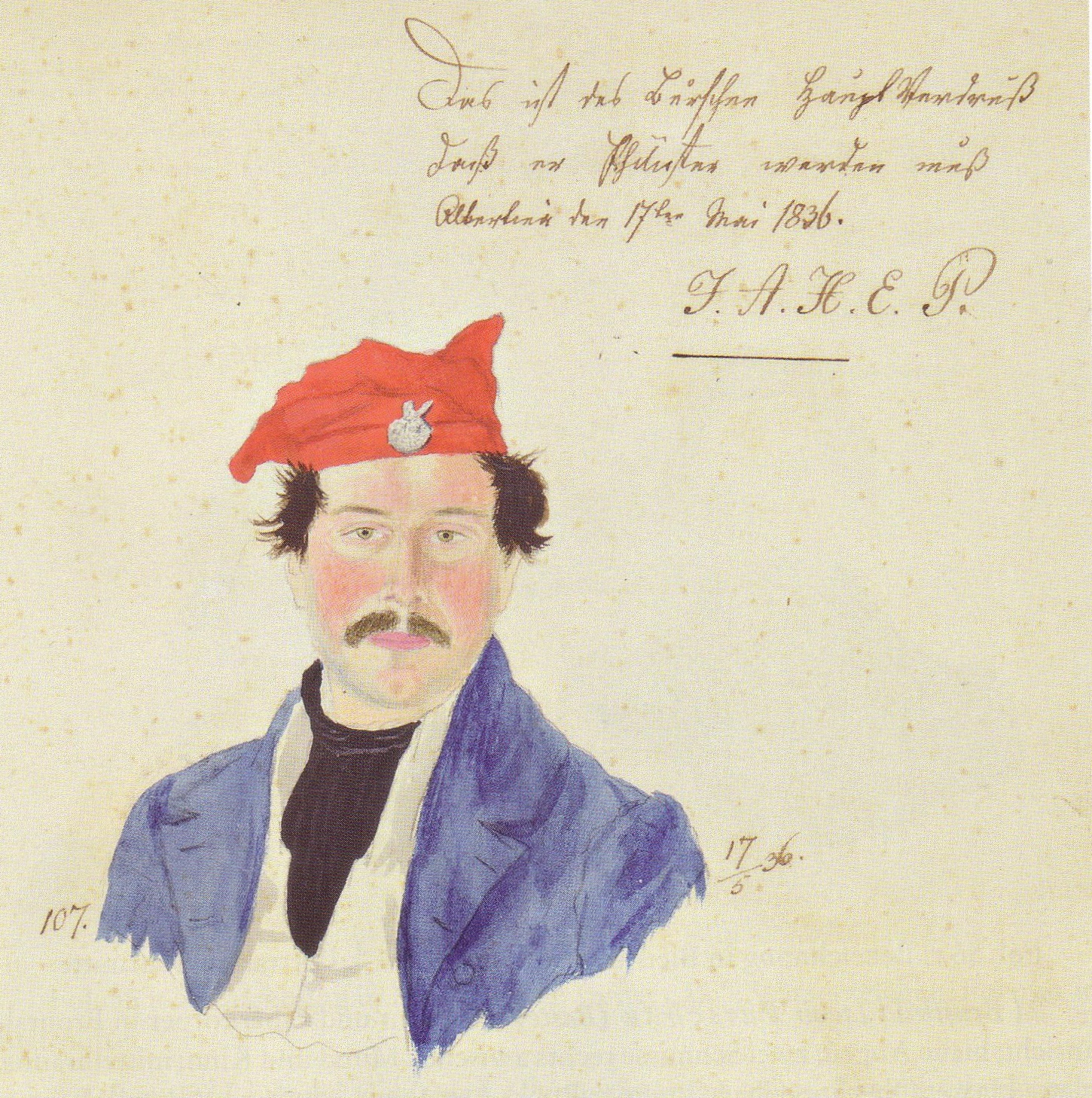
Julius von Pastau mit Albertus (1836)

„Nach den Befreiungskriegen erfüllte vielmehr die Studentenschaft, deren Mitglieder zum großen Teil voller Begeisterung in den Freiungskampf gezogen waren, noch immer jener einheitliche Geist, in dem sie mit dem ganzen großen Vaterlande, wie es die Lieder Arndts und Schenkendorffs gepriesen, die Freiheit Deutschlands erkämpft hatten. Daher fanden gerade hier in Königsberg solche Bestrebungen, die auf die Vereinigung aller Studierenden hinzielten, lebhaften Anklang. So stifteten im Jahre 1817 zwei ältere Burschen, Lubecius und Sawatzki, den silbernen Albertus, das Brustbild des Gründers der Universität, das bald als Abzeichen für alle hier immatrikulierten Studenten angenommen und als allgemein studentisches Erkennungs- und Ehrenzeichen getragen wurde.“

Alberten wurden von allen Studenten am Hut, sogar am Zylinder, getragen. Im Vormärz verboten, ging im weiteren Laufe des 19. Jahrhunderts in der Studentenschaft die Sitte, einen Albertus an der Mütze zu tragen, zurück; die Corps schafften den Albertus im Sommersemester 1875 ab. Zuletzt wurde der Albertus nur noch von den Burschenschaften Gothia und Teutonia getragen.

### Abzeichen westdeutscher Studenten
Einige ursprünglich Königsberger Studentenverbindungen tragen den Albertus noch heute an der Mütze oder haben ihn nach der Vertreibung und der Wiedergründung an westdeutschen Hochschulen wieder angelegt. So tragen die Angehörigen des Kieler Corps Palaiomarchia-Masovia den Albertus seit 1953 auf einer silbernen Spange zur Verbindung ihres Altmärker- und Masurenbandes in Erinnerung an ihr Gründercorps Masovia aus Königsberg.

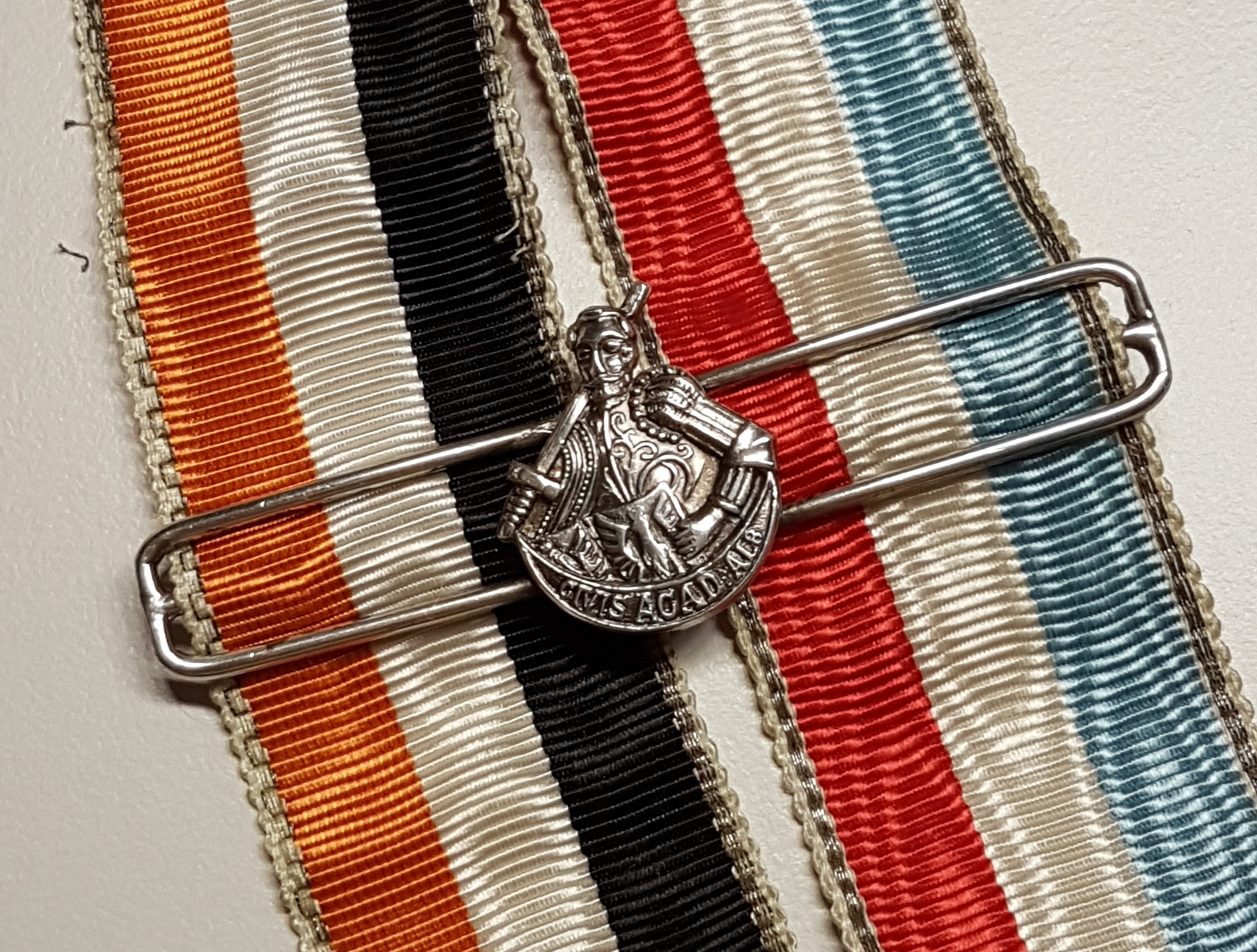
Albertusspange am Band der Palaiomarchia-Masovia

### Abzeichen ostpreußischer Abiturienten

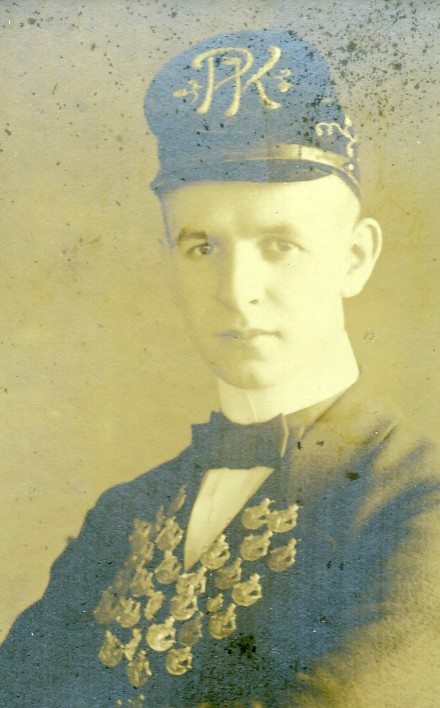
Königsberger Abiturient mit Alberten am Revers

Darüber hinaus wurden die Albertusnadeln auch zum Symbol für Absolventen von Gymnasien in Ostpreußen, die sich mit der erfolgreichen Abiturprüfung die Hochschulreife als Civis Academicus erworben hatten. Anlässlich der Abiturfeier erhielten die Abiturienten von Verwandten, Familienmitgliedern, Freunden und Bekannten solche Alberten.
Die Zahl der Alberten war ein Maß für das familiäre und öffentliche Ansehen, das der Abiturient (und seine Familie) genoss. Über etwa eine Woche wurden sie am Revers und am roten Stürmer getragen. Der Mulus gab hier demonstrativ sein Recht und seine Absicht zur Kenntnis, bald Bürger der Albertina zu werden; doch legten auch diejenigen die Alberten an, die nicht studieren wollten.
Es handelte sich dabei um Abzeichen aus Gold in verschiedener Größe. Sie waren für den Abiturienten nach seiner Immatrikulation an der Albertina wegen des Materialwertes auch eine finanzielle Rücklage. Juweliere, Leih- und Pfandhäuser in Königsberg hatten sich darauf eingerichtet, solche Alberten von finanziell klammen oder in Not geratenen Studenten wieder zurückzukaufen und auch als Gebrauchtware wieder in den Umlauf zu bringen.
An einigen deutschen Gymnasien, die Austausch- und Patenschaftsprogramme mit Schulen in Kaliningrad pflegen, z. B. am Ratsgymnasium Rotenburg, ist es heute üblich, dass den Abiturienten bei der Zeugnisübergabe eine entsprechende Anstecknadel überreicht wird.